# Jørgen Aukland
Jørgen Aukland, född 6 augusti 1975 i Tønsberg, är en norsk före detta elitsatsande längdskidåkare som numera är sportchef i långloppsteamet Team Ragde Charge.

## Karriär
Aukland började tidigt att fokusera på långlopp och i synnerhet Vasaloppet. Han debuterade i Vasaloppet 2000. 2008 vann Aukland första gången Vasaloppet. Jørgen ingick då i långloppsteamet Team Xtra personell som drevs av Nils Marius Otterstad och hans yngre broder Fredrik Aukland.
2013 vann Jørgen återigen Vasaloppet, denna gång utan fästvalla med bara stakning och blev därmed den första genomtiderna med den bedriften. Samma år vann han också Marcialonga för andra gången med samma bedrift. Jørgen delade även segern i Årefjällsloppet med sin bror Anders Aukland när loppet hade premiär 2013.
Den 9 april 2016 meddelades att han avslutar karriären med att kommande dag delta i Nordenskiöldsloppet i Sverige.

## Meriter
- Segrare i Marcialonga 2003
- Segrare i König-Ludwig-Lauf 2003
- Segrare i Tartu Maraton 2003
- Segrare i Vasaloppet China 2004
- Segrare i Vasaloppet 2008
- Segrare i Marcialonga 2012
- Segrare i Marcialonga 2013
- Segrare i Vasaloppet 2013
- Segrare i Årefjällsloppet 2013 (delad seger med brodern Anders Aukland)
- Segrare i Nattvasan 2017  (delad seger med Martin Andersen)